# Feliks Kopeć
Feliks Kopeć (ur. 9 września 1895 w Brańsku, zm. wiosną 1940) – podpułkownik kawalerii Wojska Polskiego, kawaler Orderu Virtuti Militari nr 228, ofiara zbrodni katyńskiej.

## Życiorys
Syn Stanisława i Kamili. Ukończył Szkołę Zgromadzenia Kupców w Wilnie, maturę uzyskał w 1915 roku w Korpusie Kadetów w Piotrogrodzie. Wstąpił do Dywizjonu Ułanów Polskich. 24 lipca 1917 brał udział w bitwie pod Krechowcami. Po rozformowaniu I Korpusu Polskiego w maju 1918 działał w Polskiej Organizacji Wojskowej (POW) w Kijowie. Brał udział w rozbrajaniu Niemców w Warszawie.
Po odzyskaniu niepodległości wstąpił do odrodzonego Wojska Polskiego. Zweryfikowany do stopnia porucznika kawalerii. Przydzielony do macierzystego 1 pułku Ułanów Krechowieckich, wraz z którym brał udział w wojnie polsko-bolszewickiej, w tym podczas wyprawy kijowskiej 1920. Za udział w wojnie otrzymał Order Virtuti Militari. Po wojnie awansowany do stopnia majora kawalerii. W marcu otrzymał przeniesienie z 1 puł do 27 pułku ułanów w Nieświeżu na stanowisko kwatermistrza. W czerwcu 1933 roku został przeniesiony do 25 pułku Ułanów Wielkopolskich w Prużanie na stanowisko zastępcy dowódcy pułku. W 1936 roku został awansowany na podpułkownika w korpusie oficerów kawalerii.
Od 1938 był Inspektorem Północnej Grupy Szwadronów KOP w Wilnie. W marcu 1939 roku został dowódcą ćwiczebnego pułku kawalerii KOP, który następnie został przeformowany w 1 pułk kawalerii KOP. Na czele tego oddziału walczył w kampanii wrześniowej. Stanął na czele tzw. pułku kawalerii płk. Kopcia, który wszedł w skład improwizowanej Grupy Kawalerii „Chełm”. Po agresji ZSRR na Polskę z 17 września 1939 został aresztowany przez funkcjonariuszy NKWD. Był osadzony w obozie w Starobielsku. W 1940 został zamordowany przez NKWD w ramach zbrodni katyńskiej. Jego nazwisko nie zostało opublikowane w Księdze Cmentarnej wykazujących jeńców starobielskich, następnie rozstrzelanych i pochowanych na Cmentarzu Ofiar Totalitaryzmu w Charkowie. Feliks Kopeć miał zostać zamordowany w Moskwie.
Miał syna Józefa i córkę Wandę.

## Upamiętnienie
W ramach akcji „Katyń... pamiętamy” / „Katyń... Ocalić od zapomnienia”, 20 października 2010 został zasadzony Dąb Pamięci honorujący Feliksa Kopcia przy Zespół Szkół Publicznych w Bolesławcu. Posadzenia Dębu dokonał syn podpułkownika, Józef.

## Ordery i odznaczenia
- Krzyż Złoty Orderu Wojskowego Virtuti Militari nr 228.
- Krzyż Srebrny Orderu Wojskowego Virtuti Militari[11] nr 4451 (1921)[3]
- Krzyż Niepodległości (16 marca 1937)[12][13]
- Krzyż Walecznych (czterokrotnie[14]: po raz 1 i 2 w 1922)[15]
- Srebrny Krzyż Zasługi (29 maja 1925)[16][17]
- Odznaka za Rany i Kontuzje[18]
- Odznaka pamiątkowa 25 Pułku Ułanów Wielkopolskich[18]
- Medal Zwycięstwa („Médaille Interalliée”)[17]